# تيري طوماس
تيري توماس (بالإنجليزية: Terry-Thomas)‏ (10 يوليو 1911 - 8 يناير 1990)، هو فنان كوميدي وممثل إنجليزي أصبح معروفًا للجمهور في جميع أنحاء العالم من خلال أفلامه خلال الخمسينيات والستينيات من القرن العشرين.

## روابط خارجية
- تيري طوماس على موقع IMDb (الإنجليزية)
- تيري طوماس على موقع الموسوعة البريطانية (الإنجليزية)
- تيري طوماس على موقع روتن توميتوز (الإنجليزية)
- تيري طوماس على موقع ألو سيني (الفرنسية)
- تيري طوماس على موقع ميوزك برينز (الإنجليزية)
- تيري طوماس على موقع تيرنر كلاسيك موفيز (الإنجليزية)
- تيري طوماس على موقع أول موفي (الإنجليزية)
- تيري طوماس على موقع قاعدة بيانات الأفلام السويدية (السويدية)
- تيري طوماس على موقع إن إن دي بي (الإنجليزية)
- تيري طوماس على موقع ديسكوغز (الإنجليزية)
- تيري طوماس على موقع جمعية الأفلام البريطانية
- Terry-Thomas
- تيري توماس على باثي نيوز
- تيري توماس نسخة محفوظة 25 مايو 2021 على موقع واي باك مشين. في Aveleyman